# Deileptenia nigra
Deileptenia nigra là một loài bướm đêm trong họ Geometridae.